# Ammophila crassifemoralis
Ammophila crassifemoralis es una especie de avispa del género Ammophila, familia Sphecidae.

## Taxonomía
Fue descrito por primera vez en 1919 por R. Turner. 